# Relations entre les îles Caïmans et l'Union européenne
 (Février 2020).
Les relations entre les îles Caïmans et l'Union européenne reposent sur le fait que les îles Caïmans sont un pays et territoire d'outre-mer de l'Union européenne (c'est-à-dire, un territoire d'un État membre situé hors de l'Union européenne).

## Exceptions aux politiques communautaires
| États membres et territoires | Dans l'Union ? | Application du droit de l’Union | Exécutoire devant les tribunaux | Euratom | Citoyenneté de l'Union | Élections du Parlement | Espace Schengen | Espace TVA | Territoire douanier de l’Union | Marché commun européen | Zone euro |
| ---------------------------- | -------------- | ------------------------------- | ------------------------------- | ------- | ---------------------- | ---------------------- | --------------- | ---------- | ------------------------------ | ---------------------- | --------- |
| Îles Caïmans                 | Non            | Application minimale (PTOM)     | Non                             | Oui,    | Oui                    | Non                    | Non             | Non        | Non                            | Application partielle  | Non (KYD) |

## Sources

## Compléments